# لقاح تشونغ يي أنك بيوتيك-لياونينغ ماوكانغيوان بيوتيك كوفيد-19
لقاح تشونغ يي أنك بيوتيك-لياونينغ ماوكانغيوان بيوتيك كوفيد-19 (بالإنجليزية: Zhongyianke Biotech–Liaoning Maokangyuan Biotech COVID-19 vaccine)‏؛ هو لقاح مرشح ضد مرض فيروس كورونا، تعمل شركتا «تشونغ يي أنك بيوتيك» و«لياونينغ ماوكانغيوان بيوتيك» على تطويره وإنتاجه بتقنية وحدات البروتين الفرعية بالتعاون مع أكاديمية العلوم الطبية العسكرية، وهو مخصص للإعطاء عن طريق الحقن العضلي.